# KFSN-TV
KFSN-TV es la televisora operada por la ABC en Fresno, California. La estación transmite su señal análoga en el canal UHF 30, y su señal digital es el canal VHF 9.
Su señal cubre la zona central del valle de San Joaquín y las montañas que rodean al sector, incluyendo las montañas de Sierra Nevada y el Parque nacional Yosemite.
La estación de televisión sirve a los habitantes de los condados de Fresno, Madera, Merced, Tulare y Kings. La emisora se ubica en Meadow Lakes, California.
Dentro de las estaciones manejadas por ABC, KFSN es la única que usa un canal UHF para llevar su señal análoga. La estación es una de las 2 televisoras en Fresno que han sido adquiridas por las grandes cadenas nacionales de televisión. (La otra es KNSO, estación afiliada a Telemundo y manejada por la NBC)
Los noticieros de la estación no se llaman Eyewitness News, como la mayoría de sus estaciones adquiridas, sino que se llama ABC30 Action News. La estación hermana WPVI en Philadelphia también usa este nombre.
Al igual que sus estaciones hermanas, la programación de KFSN incluye The Oprah Winfey Show, Wheel of Fortune, y Jeopardy!. Otros programas que ha emitido la televisora son The Rachael Ray Show y los programas de fin de semana Teen Kids News, Hispanics Today, Ebert & Roeper, más la serie de televisión Alias.

## Historia
En la década de 1950, KARM-AM y KFRE-AM compitieron por la licencia del canal 12, la única ubicación de un canal VHF en Fresno. KFRE ganó la licencia, y la estación conocida actualmente como KFSN-TV salió al aire por primera vez el 10 de mayo de 1956 en el canal 12 como KFRE-TV, tomando la afiliación de CBS desde KJEO-TV (canal 47).
Las estaciones de KFRE fueron adquiridas por Triangle Publications (propietaria de la revista TV Guide) en 1959. Posteriormente, Capital Cities Communications adquiriría las estaciones de KFRE en 1971; la compañía vendió las radioemisoras AM y FM y conservó la estación de TV, cambiando su sigla de KFRE-TV a KFSN-TV. (La sigla KFRE actualmente es utilizada por la estación afiliada a The CW; esa estación no está relacionada con la actual KFSN-TV). La estación se afilió a ABC en septiembre de 1985.
Los noticieros de KFSN han liderado las mediciones de audiencia en el valle de San Joaquin por muchos años. Su noticiero de las 5 PM, "Live at Five", frecuentemente atrae a más televidentes que el resto de los noticieros locales.

## Alta Definición
El 23 de abril de 2007, KFSN-TV se convirtió en la sexta estación afiliada a ABC en transmitir sus noticieros en televisión de alta definición luego de sus estaciones hermanas KABC-TV, WPVI-TV, WABC-TV, WLS-TV y KGO-TV. Comienzan con el noticiero de las 5 PM y se llaman «ABC 30 Action News HD». Además, ABC 30 también ha cambiado su logo, siguiendo la práctica de sus estaciones hermanas de incluir el logotipo de ABC.

## Personalidades actuales

### Lectores de noticias
- Warren Armstrong - Ediciones de las 5, 6 y 11 PM
- Graciela Moreno - Ediciones de las 6 y 11 PM
- Nancy Osborne - Edición de las 5 PM
- Dale Yurong - Edición de las 6:30 PM
- Liz Harrison - Edición de las 6:30 PM
- Jason Martínez - Edición matinal y mediodía
- Margot Kim - Edición matinal
- Debra Steele - Edición de mediodía (también es reportera)
- Itica Milanes - Edición matinal de fin de semana (también es reportera)
- Maureen Naylor - Ediciones de fin de semana de las 6 y 11 PM (también es reportera)

### Lectores del tiempo
- Doug Collins - Días de la semana en la mañana
- Angelo Stalis - Días de la semana en la noche
- Ashlee Tate - Mediodía y fines de semana
- Christine Park

### Deportes
- Dan Taylor - Director de Deportes
- Jason Olivera - fines de semana

### Reporters
- Sontaya Rose
- Amanda Pérez
- Corin Hoggard
- John-Thomas Kobos
- Andrés Araiza - Reportero judicial
- Jessica Peres - Reportera para South Valley
- Sara Sandrik - Reportera para North Valley
- Nannette Miranda
- Tony Capozzi - Analista político
- Christine Park - Reportera de consumidores
- Gene Haagenson

## Ex personalidades
- Aaron Bender - reportero
- Gerrick Brenner - reportero, now at WTVD.
- Kevin Cox - lector de noticias/reportero.
- Laura Diaz - lectora de noticias 1981-1983, actualmente en KCBS-TV/KCAL.
- Joanne Feldman - mujer del tiempo (2000-2002), luego en WTVD (2002-2007), y actualmente en WAGA.
- Craig Fiegener - reportero, actualmente en KCBS/KCAL.
- Keith Garvin - reportero, actualmente en ABC News.
- Darla Givens - mujer del tiempo (1995-1998), actualmente en KXTV.
- Dan Godwin - lector de noticias/reportero, actualmente en KDFW-TV de Dallas/Ft. Worth.
- Lisa Gonzales - lectora de noticias matinal (2002-2005), actualmente en KOVR/KMAX-TV.
- Katie Hammer - jefa para North Valley (2005-2007), actualmente en KGO-TV.
- Craig Herrera - hombre del tiempo para mañana y mediodía (2002-2005) ahora en KNTV.
- Karen Lee - lectora de noticias, actualmente en KARE-TV.
- Ellis Levinson - reportera de asuntos de consumidores.
- Deanna McQueen - reportera para South Valley (2003-2006), ahora en KMBC-TV.
- Kate Mistol - lectora de noticias (1998-2002), actualmente en KTBC.
- Richard Montano - deportes, (2000-2004), ahora en WHEC-TV.
- Chris Nieto - deportes
- Lucy Noland - lectora de noticias/reportera (1994-1996), ahora en KHOU-TV.
- Ann Norteangelo - reportera (1998-2001), ahora en KPIX-TV.
- Clint Olivier - reportero (2005-2007), ahora en KMPH.
- Kevin Quinn - reportero (1997-2003), ahora en KTRK-TV.
- Al Radka - personalidad de KFRE (1956-1985).
- Eric Rasmoussen - reportero y lector de noticias del fin de semana (2003-2006), ahora en WFTV.
- Kevin Riggs - lector de noticias/reportero (1992-1994), ahora en KCRA/KQCA.
- Rich Rodríguez - lector de noticias (1980-1985 y 1988-2000), ahora en KSEE.
- Ken Shockley - reportero, actualmente portavoz del Departamento de Bomberos de Fresno.
- Juanita Stevenson - lector de noticias y reportero (1984-2006), ahora en KJWL-FM.
- Cindy Suryan - lectora de noticias y reportera, actualmente trabaja en Hospitales Comunitarios de Central California.
- John Wallace - lector de noticias, (1979-1988), actualmente en KGPE.
- Alan Wang- reportero, ahora en KGO-TV en San Francisco.